# San Colombano al Lambro
San Colombano al Lambro é uma comuna italiana da região da Lombardia, província de Milão, com cerca de 7.182 habitantes. Estende-se por uma área de 16 km², tendo uma densidade populacional de 449 hab/km². Faz fronteira com Borghetto Lodigiano (LO), Graffignana (LO), Livraga (LO), Miradolo Terme (PV), Orio Litta (LO), Chignolo Po (PV).

## Demografia
| Variação demográfica do município entre 1861 e 2011                               |
|                                                                                   |
| Fonte: Istituto Nazionale di Statistica (ISTAT) - Elaboração gráfica da Wikipedia |